# Loni Peristere

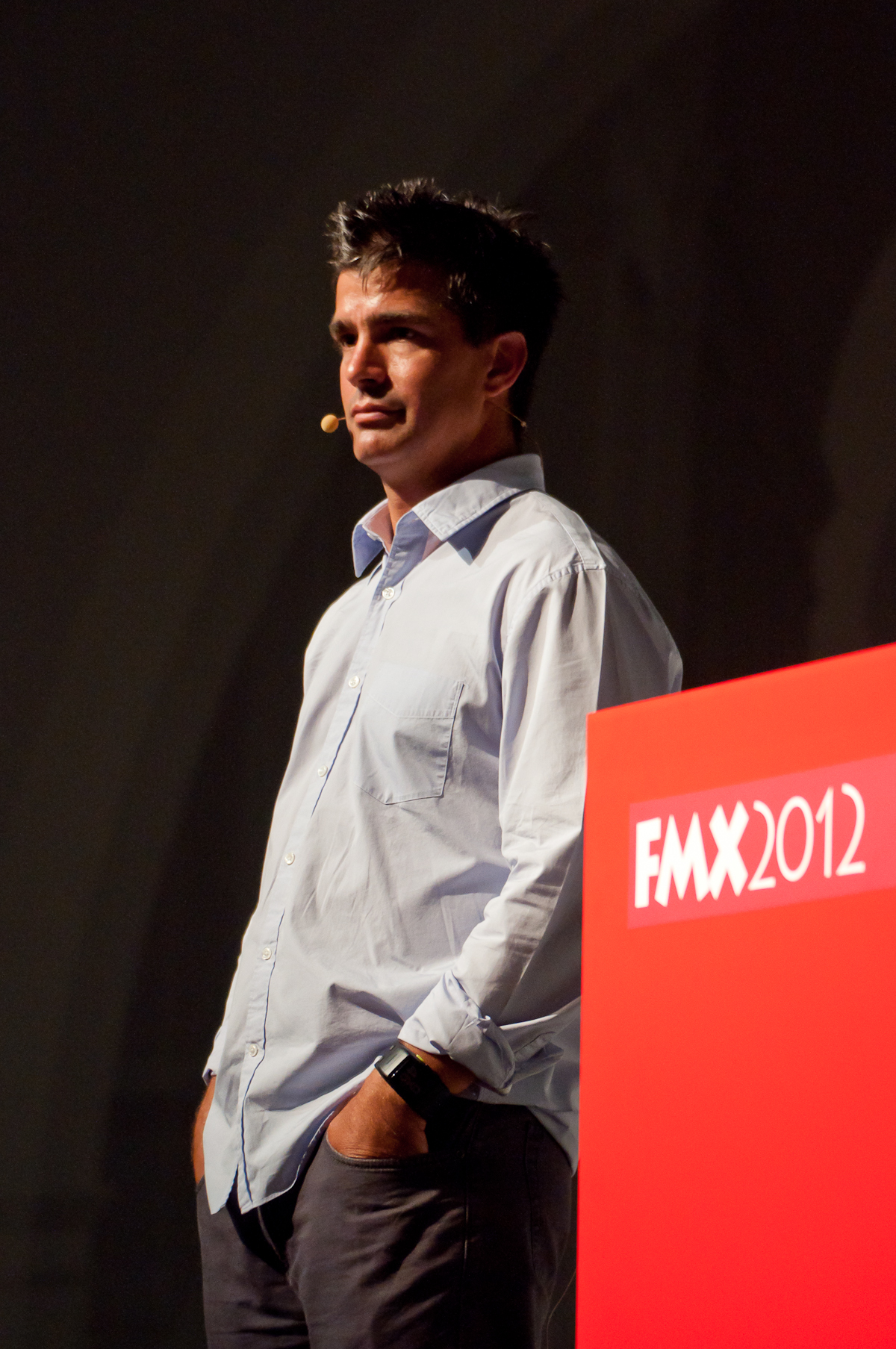
Peristere auf der FMX 2012

Loni Peristere (* 25. April 1971 in Boston) ist ein amerikanischer Regisseur und ehemaliger Visual Effects Supervisor, insbesondere für Joss Whedon.

## Leben und Karriere
Peristere wuchs in Natick, Massachusetts auf, wo er bereits in der Junior High School zusammen mit Paul Salamoff begann Filme zu machen. An der University of Massachusetts Boston erhielt er den Paul Tucker Prize für einen Kurzfilm und graduierte 1996 mit einem Bachelor of Arts in Literatur. Anschließend zog er mit seiner Familie nach Los Angeles und begann im Bereich Visual Effects von Filmen tätig zu werden.
Für seinen Mentor Joss Whedon wurde er ab 1999 Visual Effects Supervisor der Fernsehserie Buffy und der Spin-off-Serie Angel bis 2004. 2002 war er einer der Gründer der Zoic Studios, durch die er auch Werbespots drehte, und wurde wieder Visual Effects Supervisor für Joss Whedons Fernsehserie Firefly und dem Spin-off-Film Serenity von 2005. Bei diesem als auch der nach wenigen Episoden eingestellten Fernsehserie Drive von 2007 war er ebenfalls Regisseur der Second Unit. Bei den Emmys wurde er 2003 für seine Arbeit an Buffy nominiert und an Firefly ausgezeichnet worden sowie 2007 wieder für Drive nominiert; bei den VES Awards wurde er für Buffy und Firefly ausgezeichnet sowie für Drive nominiert. Mit 35 Jahren wurde er das jüngste Vorstandsmitglied der Visual Effects Society.
Seit 2014 arbeitet Peristere als Regisseur, beginnend mit der zweiten Staffel der Serie Banshee – Small Town. Big Secrets., die von Cinemax produziert wurde, da er mit deren Showrunner Greg Yaitanes bereits bei Drive zusammengearbeitet hatte. Für den Sender folgten auch Episoden der Serien Outcast (2016) und Warrior (2019). Nachdem er bereits 2014/2015 für zwei Staffeln von American Horror Story Episoden beigesteuert hatte, dreht er seit 2018 wieder häufiger für die Serie sowie dem 2021 begonnenen Spin-off American Horror Stories.
Peristere ist seit 1993 verheiratet.

## Filmografie

### Visual Effects
- 1997: Volcano (Film, Visual Effects Coordinator)
- 1997: Cinderella (Fernsehfilm, Visual Effects Producer)
- 1999–2003: Buffy – Im Bann der Dämonen (Buffy, 100 Episoden, ab hier Visual Effects Supervisor)
- 1999–2004: Angel – Jäger der Finsternis (Angel, 92 Episoden)
- 2002–2003: Firefly – Der Aufbruch der Serenity (Firefly, 14 Episoden)
- 2005: Serenity – Flucht in neue Welten (Serenity, Kinofilm)
- 2006: Beyond (Fernsehfilm)
- 2007: One Day Like Rain (Fernsehfilm)
- 2007: Drive (1 Episode; auch Second Unit Director 5 Episoden)

### Regie
- 2014–2016: Banshee – Small Town. Big Secrets. (Banshee, Regisseur 7 Episoden; Co-Executive Producer 10 Episoden)
- 2014–2015, seit 2018: American Horror Story (9 Episoden)
- 2016: Code Black (Episode 2x01)
- 2016: Scream Queens (Episode 2x04)
- 2016–2017: Outcast (3 Episoden)
- 2016–2017: The Outpost (3 Episoden)
- 2017: Queen of the South (Episode 2x10)
- 2018: Eine Reihe betrüblicher Ereignisse (A Series of Unfortunate Events, 2 Episoden)
- 2018: 9-1-1 (Episode 2x07)
- 2019: Castle Rock (Episode 2x07)
- 2019–2020: Warrior (6 Episoden; auch Consulting Producer)
- 2020: Truth Be Told: Der Wahrheit auf der Spur (Truth Be Told, Episode 1x07)
- 2020: Project Blue Book (Episode 2x10)
- seit 2021: American Horror Stories
- 2023: The Witcher (2 Episoden)
- 2024: House of the Dragon (1 Episode)

## Auszeichnungen und Nominierungen
- Emmy Awards 2003[3] in der Kategorie „Outstanding Special Visual Effects for a Series“:
  - Nominierung für Buffy – Im Bann der Dämonen
  - Auszeichnung für Firefly – Der Aufbruch der Serenity
- Emmy Awards 2007 in der Kategorie „Outstanding Special Visual Effects for a Miniseries“: Nominierung für Drive

- VES Awards 2003:
  - Nominierung in der Kategorie „Best Compositing in a Televised Program“ für Firefly
  - Auszeichnung in der Kategorie „Best Visual Effects in a Television Series“ für Firefly
- VES Awards 2004 in der Kategorie „Outstanding Visual Effects in a Television Series“: Auszeichnung für Buffy
- VES Awards 2008 in der Kategorie „Outstanding Supporting Visual Effects in a Broadcast Program“: Nominierung für Drive